# 佩氏庫隆長尾鱈
佩氏庫隆長尾鱈，為輻鰭魚綱鱈形目鼠尾鱈科的其中一種，分布於西印度洋肯亞外海海域，屬深海底棲性魚類，深度可達748公尺，棲息在底層水域，生活習性不明。

## 扩展阅读
維基物種上的相關：佩氏庫隆長尾鱈